# Нікос Сампсон
Нікос Сампсон (грец. Νίκος Σαμψών), справжнє прізвище Георгіадіс (16 грудня 1935 — 9 травня 2001) — кіпрський журналіст і державний діяч, в. о. президента Кіпру впродовж кількох днів у липні 1974 року.

## Біографія
Був членом ЕОКА, в лавах якої став одним з керівників партизанської боротьби за незалежність Кіпру від Великої Британії, брав активну участь у збройних сутичках, про що писав у газеті. За таку діяльність був заарештований і засуджений до страти, втім вирок було замінено на довічне ув'язнення, яке він відбував у Великій Британії впродовж півтора року. 1959 року було підписано Лондонські угоди, що надали Кіпру автономію, після чого звільнений за амністією Сампсон зміг виїхати до Греції та повернутись на батьківщину після здобуття незалежності в серпні 1960 року.
Того ж року він заснував і став редактором націоналістичної газети Μάχη, а після початку сутичок наприкінці 1963 року між грецькою та турецькою громадами брав у них активну участь.
1970 року Сампсон став членом парламенту від Прогресивної партії, а 1971, після повернення лідера ЕОКА Георгіоса Гриваса на острів, долучився до формування організації ЕОКА-Б, що виступала за Енозіс — об'єднання Кіпру з Грецією. Той процес активно підтримав режим, що на той момент володарював у Греції.
15 липня 1974 року за підтримки грецьких частин, які дислокувались на Кіпрі, президент Макаріос був повалений та вигнаний з країни, а Сампсон був проголошений його наступником. Після того Туреччина під приводом захисту турків-кіприотів вторглась на острів й окупувала третину його території, включаючи Фамагусту й частину столиці, міста Нікосія. 23 липня Сампсон був змушений піти у відставку й передати повноваження голові парламенту Глафкосу Клірідісу. 1976 року Сампсон був засуджений до 20 років ув'язнення за державну зраду. 1979 року він виїхав на лікування до Франції, де перебував до 1990. Після того повернувся на батьківщину, де був звільнений 1992 року й повернувся до газетного бізнесу.
Помер у Нікосії 2001 року.